# Густав Чренка
Густав Чренка (нім. Gustav Chrenka) — австрійський футболіст, що грав на позиції півзахисника.
Виступав, зокрема, за клуби «Вінер АК», «Ферст Вієнну», а також національну збірну Австрії. Чемпіон Австрії.

## Клубна кар'єра
До 1913 року виступав за команду «Фрам» (Відень), після чого перейшов у клуб «Вінер АК». У 1915 році став з командою чемпіоном Австрії.
Посеред сезону 1920–1921 років перейшов у команду «Ферст Вієнна», за яку грав до 1925 року.
| Дата      | Місто    | Господарі | Результат | Гості    | Турнір           | Голи | Примітки |
| --------- | -------- | --------- | --------- | -------- | ---------------- | ---- | -------- |
| 11-1-1914 | Мілан    | Італія    | 2 – 0     | Австрія  | товариський матч | -    |          |
| 3-5-1914  | Відень   | Австрія   | 2 – 0     | Угорщина | Кубок Вагнера    | -    |          |
| 2-5-1920  | Відень   | Австрія   | 2 – 2     | Угорщина | товариський матч | -    |          |
| 10-6-1923 | Гетеборг | Швеція    | 4 – 2     | Австрія  | товариський матч | -    |          |
| 13-1-1924 | Нюрнберг | Німеччина | 4 – 3     | Австрія  | товариський матч | -    |          |
| 20-1-1924 | Генуя    | Італія    | 0 – 4     | Австрія  | товариський матч | -    |          |
| Усього    |          | Матчів    | 6         |          | Голів            | 0    |          |

## Титули і досягнення
- Чемпіон Австрії (1):

«Вінер АК»: 1915